# 3107 & Östermalm
3107 & Östermalm är en musikgrupp från Stockholm som grundades 1998 under namnet Östermalm. Med låtarna "Jimmy" och "Lyckad kväll på Indian Star" från debutalbumet Aldrig mer Teater blev Östermalm uppmärksammade i radio 2003. Två år senare släpptes uppföljaren Ske guds vilja. 
Året därpå, 2006, splittrades Östermalm och ombildades under namnet 3107. Men då förfrågningar om spelningar fortsatte komma in för Östermalm beslutade man att slå ihop de två banden. 2008 släpptes EP:n Drömmar och sagor under namnet 3107 & Östermalm. 

## Medlemmar
- Joggi - sång
- Arvid Lundh - trumpet
- Andre Linder - bas
- Richard Sjöström - bas
- Carl Bylund - gitarr
- Henrik Löthman - trummor

## Tidigare medlemmar
- Joggi - sång
- Arvid Lundh - trumpet och munspel
- Andre Linder - bas
- Mucco - trombon
- Stajlet - gitarr och sång
- Richard Sjöström - trummor
- Carl Bylund - Gitarr & sång
- Totte Åhberg(?) - Trumma
- Leonard Norling - Gitarr

## Diskografi
- 2003 – Aldrig mer teater (Trust Records/Sound Pollution)
- 2005 – Ske guds vilja (Trust/Sound Pollution)
- 2008 – Drömmar och sagor (EP; 3107 Produktion)